# MDM Moto-Fox Małgosia
MDM Moto-Fox Małgosia – polski motoszybowiec doświadczalny.

## Historia
Na bazie szybowca MDM-1 Fox w zakładach inż. Edwarda Margańskiego opracowano w 1991 roku projekt samolotu słabosilnikowego, przekwalifikowanego następnie na motoszybowiec. Projekt otrzymał nazwę od imienia córki inż. Margańskiego. Z MDM-1 wykorzystano skrzydło (w którym hamulce aerodynamiczne zastąpiono klapami krokodylowymi), kadłub został wydłużony i przystosowany do zamontowania silnika. Zmieniono też układ konstrukcji ze średniopłata na dolnopłat.
Budowę prototypu zakończono w 1993 roku, w 1996 roku zamontowano silnik. Oblot został wykonany 29 marca 1998 roku przez Bolesława Zonia. Po próbach został zarejestrowany jako SP-0053 w kategorii Experimental. Był użytkowany jako samolot dyspozycyjny. 
W latach 2011–2012 został przebudowany na samolot doświadczalny Aeroem „Małgosia II”.

## Konstrukcja
Dwumiejscowy wolnonośny dolnopłat o konstrukcji kompozytowej.
Kadłub o konstrukcji skorupowej z kompozytu szklano-epoksydowego. Kabina załogi zakryta. Za tylnym siedzeniem bagażnik o ładowności 50 kg.
Płat dwudzielny, jednodźwigarowy z kompozytu, o pokryciu przekładkowym. Wyposażony w klapy o wychyleniu do 80°.
Usterzenie klasyczne o konstrukcji kompozytowej i pokryciu przekładkowym.
Podwozie trójkołowe z kółkiem przednim, zaadaptowane z samolotu 3I „Sky Arrow”. Golenie główne wyposażone w hamulce bębnowe.
Silnik Rota 912 o mocy 58 kW, śmigło trójłopatowe o zmiennym skoku.